# Campeonato de Wimbledon 2023
El torneo de Wimbledon de 2023 fue un campeonato de tenis que se disputó entre el 3 al 16 de julio del 2023, en las pistas de hierba del All England Lawn Tennis and Croquet Club, ubicado en Wimbledon (Reino Unido). Fue la 136.ª edición del campeonato y el tercer torneo de Grand Slam del año, cuyas preliminares se jugaron entre el 26 al 29 de junio del presente año.
Fue el primer torneo que se llevó a cabo bajo el reinado de Carlos III del Reino Unido.
Además contó con la vuelta de los campeones defensores en individuales masculinos y femeninos, Novak Djokovic y Elena Rybakina, respectivamente.
Este torneo fue el último en la carrera profesional de Anett Kontaveit, quien se retiró prematuramente del tenis a los 27 años debido a una hernia discal lumbar en su espalda. La ex número 2 del mundo disputó su último partido en la segunda ronda ante Marie Bouzková.
Carlos Alcaraz en individuales masculinos y Markéta Vondroušová, en individuales femeninos respectivamente, se proclamaron campeones, el primero derroto al serbio Novak Djokovic, asegurando el N°1 del mundo y por si rompiendo 20 años de dominio que tuvieron el Big Four (el derrotado Djokovic, el español Rafael Nadal, el suizo Roger Federer y el escocés Andy Murray-alternados-, comenzado en el 2003, cuando el tercero, derrotara al australiano Mark Philippoussis), mientras que la segunda, derroto a la tunecina Ons Jabeur, proclamándose campeona y por si la tercera tenista mujer de origen checo en conseguir el trofeo, tras Martina Navratilova y Petra Kvitova.

## Desarrollo del torneo
El torneo contó con la vuelta de los tenistas rusos y bielorrusos, tras ser vetados de la edición anterior, debido a la invasión rusa a Ucrania, por el cual creó en ese entonces un enconado conflicto entre los tenistas como Novak Djokovic, Rafael Nadal, Andy Murray y el extenista ucraniano Sergiy Stakhovsky, por el que están jugando con banderas neutrales y no podrán representar a sus países y por el que están volviendo a ser puntuados.
El torneo estuvo programado para consistir en hombres (individuales y dobles), femeninos (individuales y dobles), dobles mixtos, niños (menores de 18 – individuales y dobles, menores de 14 – individuales), niñas (menores de 18 – individuales y dobles), menores de 14 años – individuales), que también forman parte de la categoría Grado A de torneos para menores de 18 años, y eventos de individuales y dobles para tenistas en silla de ruedas masculinos y femeninos. Esta edición también contó con competencias de dobles por invitación de damas y caballeros y el nuevo cuadro de dobles por invitación mixto presentado en la edición anterior.
Fue la segunda edición del torneo con un orden de juego programado para el primer domingo del evento, denominado "Domingo Medio". Antes de la edición de 2022, el torneo había visto solo cuatro excepciones a la tradición de retener la competencia el domingo medio para acomodar los partidos retrasados durante los campeonatos que se vieron muy interrumpidos por la lluvia.

## Programas especiales
Además del torneo finalizado, contó con el homenaje al extenista Roger Federer, por haber ganado su primer torneo en el 2003, marcando su primer título ganado hace 2 décadas atrás y otras proezas realizadas por el en su disciplina.

## Puntos y premios

### Distribución de puntos

#### Séniors
| Eventos              | G    | F    | SF  | CF  | R16 | R32 | R64 | R128 | C  | C3 | C2 | C1 |
| Individual masculino | 2000 | 1200 | 720 | 360 | 180 | 90  | 45  | 10   | 25 | 16 | 8  | 0  |
| Dobles masculino     | 2000 | 1200 | 720 | 360 | 180 | 90  | 0   | —    | —  | —  | —  | —  |
| Individual femenino  | 2000 | 1300 | 780 | 430 | 240 | 130 | 70  | 10   | 40 | 30 | 20 | 2  |
| Dobles femenino      | 2000 | 1300 | 780 | 430 | 240 | 130 | 10  | —    | —  | —  | —  | —  |

| Evento           | G   | F   | SF/3.ª | CF/4.ª |
| Individual       | 800 | 500 | 375    | 100    |
| Dobles           | 800 | 500 | 100    | —      |
| Quad* Individual | 800 | 500 | 100    | —      |
| Quad* Dobles     | 800 | 100 | —      | —      |

| Evento               | G    | F   | SF  | CF  | R16 | R32 | C  | C3 |
| Individual masculino | 1000 | 600 | 370 | 200 | 100 | 45  | 30 | 20 |
| Individual femenino  | 1000 | 600 | 370 | 200 | 100 | 45  | 30 | 20 |
| Dobles masculino     | 750  | 450 | 275 | 150 | 75  | —   | —  | —  |
| Dobles femenino      | 750  | 450 | 275 | 150 | 75  | —   | —  | —  |

### Premios monetarios
| Evento                          | G           | F           | SF        | CF        | R16       | R32       | R64      | R128     | C3       | C2       | C1       |
| Individuales                    | 2 350 000 £ | 1 175 000 £ | 600 000 £ | 340 000 £ | 207 000 £ | 131 000 £ | 85 000 £ | 55 000 £ | 36 000 £ | 21 750 £ | 12 750 £ |
| Dobles                          | 600 000 £   | 300 000 £   | 150 000 £ | 75 000 £  | 36 250 £  | 22 000 £  | 13 750 £ | —        | —        | —        | —        |
| Individuales en silla de ruedas | —           | —           | —         | —         | —         | —         | —        | —        | —        | —        | —        |
| Dobles en silla de ruedas       | —           | —           | —         | —         | —         | —         | —        | —        | —        | —        | —        |

## Sumario

### Día 1 (3 de julio)
- Cabezas de serie eliminados:
  - Individual masculino:  Félix Auger-Aliassime [11],  Yoshihito Nishioka [24]
  - Individual femenino:  Cori Gauff [7],  Liudmila Samsónova [15],  Qinwen Zheng [24], Mayar Sherif[31]
- Orden del día

| Partidos en los estadios principales                 | Partidos en los estadios principales            | Partidos en los estadios principales            | Partidos en los estadios principales            |
| Partidos en el Estadio Central All England Club      | Partidos en el Estadio Central All England Club | Partidos en el Estadio Central All England Club | Partidos en el Estadio Central All England Club |
| Modalidad                                            | Ganadores                                       | Perdedores                                      | Resultado                                       |
| ---------------------------------------------------- | ----------------------------------------------- | ----------------------------------------------- | ----------------------------------------------- |
| Individual masculino - Primera ronda                 | Novak Djokovic [2]                              | Pedro Cachín                                    | 6-3, 6-3, 7-6(7-4)                              |
| Individual femenino - Primera ronda                  | Elina Svitolina [WC]                            | Venus Williams [WC]                             | 6-4, 6-3                                        |
| Individual masculino - Primera ronda                 | Jannik Sinner [8]                               | Juan Manuel Cerúndolo                           | 6-2, 6-2, 6-2                                   |
| Partidos en el Estadio 1                             |                                                 |                                                 |                                                 |
| Modalidad                                            | Ganadores                                       | Perdedores                                      | Resultado                                       |
| Individual femenino - Primera ronda                  | Iga Świątek [1]                                 | Zhu Lin                                         | 6-1, 6-3                                        |
| Individual masculino - Primera ronda                 | Casper Ruud [4]                                 | Laurent Lokoli [Q]                              | 6-1, 5-7, 6-4, 6-3                              |
| Individual femenino - Primera ronda                  | Sofia Kenin [Q]                                 | Cori Gauff [7]                                  | 6-4, 4-6, 6-2                                   |
| Partidos en el Estadio 2                             |                                                 |                                                 |                                                 |
| Modalidad                                            | Ganadores                                       | Perdedores                                      | Resultado                                       |
| Individual femenino - Primera ronda                  | Jessica Pegula [4]                              | Lauren Davis                                    | 6-2, 6-7(8-10), 6-3                             |
| Individual masculino - Primera ronda                 | David Goffin [WC]                               | Fábián Marozsán [LL]                            | 6-2, 5-7, 6-2, 6-0                              |
| Individual femenino - Primera ronda                  | Belinda Bencic [14]                             | Katie Swan [WC]                                 | 7-5, 6-2                                        |
| Fondo de color indica un partido de la rama femenina |                                                 |                                                 |                                                 |

### Día 2 (4 de julio)
- Cabezas de serie eliminados:
  - Individual masculino:  Daniel Evans [27]
- Orden del día

| Partidos en los estadios principales                 | Partidos en los estadios principales            | Partidos en los estadios principales            | Partidos en los estadios principales            |
| Partidos en el Estadio Central All England Club      | Partidos en el Estadio Central All England Club | Partidos en el Estadio Central All England Club | Partidos en el Estadio Central All England Club |
| Modalidad                                            | Ganadores                                       | Perdedores                                      | Resultado                                       |
| ---------------------------------------------------- | ----------------------------------------------- | ----------------------------------------------- | ----------------------------------------------- |
| Individual femenino - Primera ronda                  | Elena Rybakina [3]                              | Shelby Rogers                                   | 4-6, 6-1, 6-2                                   |
| Individual masculino - Primera ronda                 | Andy Murray                                     | Ryan Peniston [WC]                              | 6-3, 6-0, 6-1                                   |
| Individual femenino - Primera ronda                  | Aryna Sabalenka [2]                             | Panna Udvardy                                   | 6-3, 6-1                                        |
| Individual masculino - Primera ronda                 | Quentin Halys                                   | Daniel Evans [27]                               | 6-2, 6-3, 6-7(5-7), 6-4                         |
| Partidos en el Estadio 1                             |                                                 |                                                 |                                                 |
| Modalidad                                            | Ganadores                                       | Perdedores                                      | Resultado                                       |
| Individual masculino - Primera ronda                 | Carlos Alcaraz [1]                              | Jérémy Chardy [PR]                              | 6-0, 6-2, 7-5                                   |
| Individual femenino - Primera ronda                  | Ons Jabeur [6]                                  | Magdalena Fręch                                 | 6-3, 6-3                                        |
| Individual masculino - Primera ronda                 | Cameron Norrie [12]                             | Tomáš Macháč [Q]                                | 6-3, 4-6, 6-4, 6-1                              |
| Individual masculino - Primera ronda                 | Tomás Martín Etcheverry [29]                    | Bernabé Zapata                                  | 6-7(5-7), 5-7, 6-3, 6-4, 7-5                    |
| Fondo de color indica un partido de la rama femenina |                                                 |                                                 |                                                 |

### Día 3 (5 de julio)
- Cabezas de serie eliminados:
  - Individual masculino:  Borna Ćorić [13],  Roberto Bautista [20],  Sebastian Korda [22],  Tallon Griekspoor [28]
  - Individual femenino:  María Sákkari [8],  Karolína Plíšková [18],  Bernarda Pera [27]
- Orden del día

| Partidos en los estadios principales                 | Partidos en los estadios principales            | Partidos en los estadios principales            | Partidos en los estadios principales            |
| Partidos en el Estadio Central All England Club      | Partidos en el Estadio Central All England Club | Partidos en el Estadio Central All England Club | Partidos en el Estadio Central All England Club |
| Modalidad                                            | Ganadores                                       | Perdedores                                      | Resultado                                       |
| ---------------------------------------------------- | ----------------------------------------------- | ----------------------------------------------- | ----------------------------------------------- |
| Individual femenino - Segunda ronda                  | Daria Kasatkina [11]                            | Jodie Burrage [WC]                              | 6-0, 6-2                                        |
| Individual femenino - Segunda ronda                  | Iga Świątek [1]                                 | Sara Sorribes                                   | 6-2, 6-0                                        |
| Individual masculino - Segunda ronda                 | Novak Djokovic [2]                              | Jordan Thompson                                 | 6-3, 7-6(7-4), 7-5                              |
| Partidos en el Estadio 1                             |                                                 |                                                 |                                                 |
| Modalidad                                            | Ganadores                                       | Perdedores                                      | Resultado                                       |
| Individual masculino - Primera ronda                 | Daniil Medvédev [3]                             | Arthur Fery [WC]                                | 7-5, 6-4, 6-3                                   |
| Individual femenino - Primera ronda                  | Barbora Krejčíková [10]                         | Heather Watson [WC]                             | 6-2, 7-5                                        |
| Individual masculino - Segunda ronda                 | Jannik Sinner [8]                               | Diego Schwartzman                               | 7-5, 6-1, 6-2                                   |
| Individual masculino - Primera ronda                 | Laslo Djere                                     | Maxime Cressy                                   | 6-7(7-5), 7-6(7-3), 7-6(10-8), 7-6(9-7)         |
| Partidos en el Estadio 2                             |                                                 |                                                 |                                                 |
| Modalidad                                            | Ganadores                                       | Perdedores                                      | Resultado                                       |
| Individual femenino - Primera ronda                  | Marta Kostyuk                                   | María Sákkari [8]                               | 0-6, 7-5, 6-2                                   |
| Individual masculino - Primera ronda                 | Taylor Fritz [9]                                | Yannick Hanfmann                                | 6-4, 2-6, 4-6, 7-5, 6-3                         |
| Individual masculino - Primera ronda                 | Stefanos Tsitsipas [5]                          | Dominic Thiem                                   | 3-6, 7-6(7-1), 6-2, 6-7(5-7), 7-6(10-8)         |
| Fondo de color indica un partido de la rama femenina |                                                 |                                                 |                                                 |

### Día 4 (6 de julio)
- Cabezas de serie eliminados:
  - Individual masculino:  Casper Ruud [4],  Taylor Fritz [9],  Francisco Cerúndolo [18],  Tomás Martín Etcheverry [29],  Ben Shelton [32]
  - Individual femenino:  Barbora Krejčíková [10],  Veronika Kudermetova [12],  Karolína Muchová [16],  Jelena Ostapenko [17],  Elise Mertens [28]
  - Dobles femenino:  Nicole Melichar /  Ellen Perez [4],  Shuko Aoyama /  Ena Shibahara [8],  Anna Danilina /  Yifan Xu [11]
- Orden del día

| Partidos en los estadios principales                 | Partidos en los estadios principales            | Partidos en los estadios principales            | Partidos en los estadios principales            |
| Partidos en el Estadio Central All England Club      | Partidos en el Estadio Central All England Club | Partidos en el Estadio Central All England Club | Partidos en el Estadio Central All England Club |
| Modalidad                                            | Ganadores                                       | Perdedores                                      | Resultado                                       |
| ---------------------------------------------------- | ----------------------------------------------- | ----------------------------------------------- | ----------------------------------------------- |
| Individual masculino - Segunda ronda                 | Liam Broady [WC]                                | Casper Ruud [4]                                 | 6-4, 3-6, 4-6, 6-3, 6-0                         |
| Individual femenino - Segunda ronda                  | Elena Rybakina [3]                              | Alizé Cornet                                    | 6-2, 7-6(7-2)                                   |
| Partidos en el Estadio 1                             |                                                 |                                                 |                                                 |
| Modalidad                                            | Ganadores                                       | Perdedores                                      | Resultado                                       |
| Individual masculino - Primera ronda                 | Alexander Zverev [19]                           | Gijs Brouwer [Q]                                | 6-4, 7-6(7-4), 7-6(7-5)                         |
| Individual femenino - Segunda ronda                  | Donna Vekić [20]                                | Sloane Stephens                                 | 4-6, 7-5, 6-4                                   |
| Individual femenino - Segunda ronda                  | Jessica Pegula [4]                              | Cristina Bucșa                                  | 6-1, 6-4                                        |
| Partidos en el Estadio 2                             |                                                 |                                                 |                                                 |
| Modalidad                                            | Ganadores                                       | Perdedores                                      | Resultado                                       |
| Individual femenino - Segunda ronda                  | Elina Svitolina [WC]                            | Elise Mertens [28]                              | 6-1, 1-6, 6-1                                   |
| Individual masculino - Segunda ronda                 | Andrey Rublev [7]                               | Aslán Karatsev                                  | 6-7(4-7), 6-3, 6-4, 7-5                         |
| Individual femenino - Segunda ronda                  | Belinda Bencic [14]                             | Danielle Collins                                | 3-6, 6-4, 7-6(10-2)                             |
| Fondo de color indica un partido de la rama femenina |                                                 |                                                 |                                                 |

### Día 5 (7 de julio)
- Cabezas de serie eliminados:
  - Individual masculino:  Cameron Norrie [12],  Lorenzo Musetti [14],  Álex de Miñaur [15]
  - Individual femenino:  Caroline Garcia [5],  Daria Kasatkina [11],  Donna Vekić [20],  Magda Linette [23],  Anhelina Kalinina [26],  Irina-Camelia Begu [29],  Petra Martić [30]
  - Dobles masculino:  Rajeev Ram /  Joe Salisbury [3]
  - Dobles femenino:  Lyudmyla Kichenok /  Jeļena Ostapenko [7],  Asia Muhammad /  Giuliana Olmos [10]
  - Dobles mixto:  Neal Skupski /  Desirae Krawczyk [2]
- Orden del día

| Partidos en los estadios principales                 | Partidos en los estadios principales            | Partidos en los estadios principales            | Partidos en los estadios principales            |
| Partidos en el Estadio Central All England Club      | Partidos en el Estadio Central All England Club | Partidos en el Estadio Central All England Club | Partidos en el Estadio Central All England Club |
| Modalidad                                            | Ganadores                                       | Perdedores                                      | Resultado                                       |
| ---------------------------------------------------- | ----------------------------------------------- | ----------------------------------------------- | ----------------------------------------------- |
| Individual masculino - Segunda ronda                 | Carlos Alcaraz [1]                              | Alexandre Müller                                | 6-4, 7-6(7-2), 6-3                              |
| Individual masculino - Segunda ronda                 | Stefanos Tsitsipas [5]                          | Andy Murray                                     | 7-6(7-3), 6-7(2-7), 4-6, 7-6(7-3), 6-4          |
| Individual femenino - Tercera ronda                  | Iga Świątek [1]                                 | Petra Martić [30]                               | 6-2, 7-5                                        |
| Individual masculino - Tercera ronda                 | Novak Djokovic [2]                              | Stan Wawrinka                                   | 6-3, 6-1, 7-6(7-5)                              |
| Partidos en el Estadio 1                             |                                                 |                                                 |                                                 |
| Modalidad                                            | Ganadores                                       | Perdedores                                      | Resultado                                       |
| Individual femenino - Segunda ronda                  | Aryna Sabalenka [2]                             | Varvara Gracheva                                | 2-6, 7-5, 6-2                                   |
| Individual masculino - Segunda ronda                 | Christopher Eubanks                             | Cameron Norrie [12]                             | 6-3, 3-6, 6-2, 7-6(7-3)                         |
| Individual femenino - Segunda ronda                  | Ons Jabeur [6]                                  | Zhuoxuan Bai [Q]                                | 6-1, 6-1                                        |
| Partidos en el Estadio 2                             |                                                 |                                                 |                                                 |
| Modalidad                                            | Ganadores                                       | Perdedores                                      | Resultado                                       |
| Individual femenino - Segunda ronda                  | Petra Kvitová [9]                               | Aliaksandra Sasnovich                           | 6-2, 6-2                                        |
| Individual masculino - Segunda ronda                 | Alexander Zverev [19]                           | Yosuke Watanuki [LL]                            | 6-4, 5-7, 6-2, 6-2                              |
| Individual masculino - Tercera ronda                 | Denis Shapovalov [26]                           | Liam Broady [WC]                                | 4-6, 6-2, 7-5, 7-5                              |
| Fondo de color indica un partido de la rama femenina |                                                 |                                                 |                                                 |

### Día 6 (8 de julio)
- Cabezas de serie eliminados:
  - Individual masculino:  Tommy Paul [16],  Alexander Zverev [19],  Nicolás Jarry [25],  Alejandro Davidovich [31]
  - Dobles femenino:  Desirae Krawczyk /  Demi Schuurs [5]
- Orden del día

| Partidos en los estadios principales                 | Partidos en los estadios principales            | Partidos en los estadios principales            | Partidos en los estadios principales            |
| Partidos en el Estadio Central All England Club      | Partidos en el Estadio Central All England Club | Partidos en el Estadio Central All England Club | Partidos en el Estadio Central All England Club |
| Modalidad                                            | Ganadores                                       | Perdedores                                      | Resultado                                       |
| ---------------------------------------------------- | ----------------------------------------------- | ----------------------------------------------- | ----------------------------------------------- |
| Individual masculino - Tercera ronda                 | Carlos Alcaraz [1]                              | Nicolás Jarry [25]                              | 6-3, 6-7(6-8), 6-3, 7-5                         |
| Individual femenino - Tercera ronda                  | Ons Jabeur [6]                                  | Bianca Andreescu                                | 3-6, 6-3, 6-4                                   |
| Individual femenino - Tercera ronda                  | Elena Rybakina [3]                              | Katie Boulter [WC]                              | 6-1, 6-1                                        |
| Partidos en el Estadio 1                             |                                                 |                                                 |                                                 |
| Modalidad                                            | Ganadores                                       | Perdedores                                      | Resultado                                       |
| Individual masculino - Tercera ronda                 | Daniil Medvédev [3]                             | Márton Fucsovics                                | 4-6, 6-3, 6-4, 6-4                              |
| Individual femenino - Tercera ronda                  | Aryna Sabalenka [2]                             | Anna Blinkova                                   | 6-2, 6-3                                        |
| Individual masculino - Tercera ronda                 | Matteo Berrettini                               | Alexander Zverev [19]                           | 6-3, 7-6(7-4), 7-6(7-5)                         |
| Partidos en el Estadio 2                             |                                                 |                                                 |                                                 |
| Modalidad                                            | Ganadores                                       | Perdedores                                      | Resultado                                       |
| Individual femenino - Tercera ronda                  | Petra Kvitová [9]                               | Natalija Stevanovic [Q]                         | 6-3, 7-5                                        |
| Individual masculino - Tercera ronda                 | Stefanos Tsitsipas [5]                          | Laslo Djere                                     | 6-4, 7-6(7-5), 6-4                              |
| Fondo de color indica un partido de la rama femenina |                                                 |                                                 |                                                 |

### Día 7 (9 de julio)
- Cabezas de serie eliminados:
  - Individual masculino:  Frances Tiafoe [10],  Aleksandr Búblik [23],  Denis Shapovalov [26]
  - Individual femenino:  Belinda Bencic [14],  Victoria Azarenka [19],  Anastasia Potápova [22],  Marie Bouzková [32]
  - Dobles masculino:  Marcelo Arévalo /  Jean-Julien Rojer [7],  Lloyd Glasspool /  Nicolas Mahut [10],  Máximo González /  Andrés Molteni [14]
  - Dobles femenino:  Leylah Fernandez /  Taylor Townsend [6]
  - Dobles mixto:  Jan Zieliński /  Nicole Melichar [3],  Rohan Bopanna /  Gabriela Dabrowski [6]
- Orden del día

| Partidos en los estadios principales                 | Partidos en los estadios principales            | Partidos en los estadios principales            | Partidos en los estadios principales            |
| Partidos en el Estadio Central All England Club      | Partidos en el Estadio Central All England Club | Partidos en el Estadio Central All England Club | Partidos en el Estadio Central All England Club |
| Modalidad                                            | Ganadores                                       | Perdedores                                      | Resultado                                       |
| ---------------------------------------------------- | ----------------------------------------------- | ----------------------------------------------- | ----------------------------------------------- |
| Individual masculino - Cuarta ronda                  | Andrey Rublev [7]                               | Aleksandr Búblik [23]                           | 7-5, 6-3, 6-7(6-8), 6-7(5-7), 6-4               |
| Individual femenino - Cuarta ronda                   | Iga Świątek [1]                                 | Belinda Bencic [14]                             | 6-7(4-7), 7-6(7-2), 6-3                         |
| Partidos en el Estadio 1                             |                                                 |                                                 |                                                 |
| Modalidad                                            | Ganadores                                       | Perdedores                                      | Resultado                                       |
| Individual femenino - Cuarta ronda                   | Jessica Pegula [4]                              | Lesia Tsurenko                                  | 6-1, 6-3                                        |
| Individual masculino - Cuarta ronda                  | Jannik Sinner [8]                               | Daniel Elahi Galán                              | 7-6(7-4), 6-4, 6-3                              |
| Individual femenino - Cuarta ronda                   | Elina Svitolina [WC]                            | Victoria Azarenka [19]                          | 2-6, 6-4, 7-6(11-9)                             |
| Partidos en el Estadio 2                             |                                                 |                                                 |                                                 |
| Modalidad                                            | Ganadores                                       | Perdedores                                      | Resultado                                       |
| Individual femenino - Cuarta ronda                   | Markéta Vondroušová                             | Marie Bouzková [32]                             | 2-6, 6-4, 6-3                                   |
| Individual masculino - Tercera ronda                 | Grigor Dimitrov [21]                            | Frances Tiafoe [10]                             | 6-2, 6-3, 6-2                                   |
| Individual masculino - Cuarta ronda                  | Román Safiulin                                  | Denis Shapovalov [26]                           | 3-6, 6-3, 6-1, 6-3                              |
| Dobles mixto - Segunda ronda                         | Joran Vliegen Yifan Xu                          | Álex de Miñaur [WC] Katie Boulter [WC]          | 6-3, 4-6, 7-6(10-2)                             |
| Fondo de color indica un partido de la rama femenina |                                                 |                                                 |                                                 |

### Día 8 (10 de julio)
- Cabezas de serie eliminados:
  - Individual masculino:  Stefanos Tsitsipas [5],  Hubert Hurkacz [17],  Grigor Dimitrov [21]
  - Individual femenino:  Petra Kvitová [9],  Beatriz Haddad Maia [13],  Ekaterina Alexandrova [21]
  - Dobles masculino:  Ivan Dodig /  Austin Krajicek [2],  Fabrice Martin /  Andreas Mies [8]
  - Dobles femenino:  Hao-ching Chan /  Latisha Chan [12],  Miyu Kato /  Aldila Sutjiadi [13],  Victoria Azarenka /  Beatriz Haddad Maia [14],  Marta Kostyuk /  Elena-Gabriela Ruse [15]
  - Dobles mixto:  Wesley Koolhof /  Leylah Fernandez [4],  Jean-Julien Rojer /  Ena Shibahara [8]
- Orden del día

| Partidos en los estadios principales                 | Partidos en los estadios principales             | Partidos en los estadios principales            | Partidos en los estadios principales            |
| Partidos en el Estadio Central All England Club      | Partidos en el Estadio Central All England Club  | Partidos en el Estadio Central All England Club | Partidos en el Estadio Central All England Club |
| Modalidad                                            | Ganadores                                        | Perdedores                                      | Resultado                                       |
| ---------------------------------------------------- | ------------------------------------------------ | ----------------------------------------------- | ----------------------------------------------- |
| Individual femenino - Cuarta ronda                   | Elena Rybakina [3]                               | Beatriz Haddad Maia [13]                        | 4-1, ret.                                       |
| Individual masculino - Cuarta ronda                  | Novak Djokovic [2]                               | Hubert Hurkacz [17]                             | 7-6(8-6), 7-6(8-6), 5-7, 6-4                    |
| Individual femenino - Cuarta ronda                   | Ons Jabeur [6]                                   | Petra Kvitová [9]                               | 6-0, 6-3                                        |
| Individual masculino - Cuarta ronda                  | Carlos Alcaraz [1]                               | Matteo Berrettini                               | 3-6, 6-3, 6-3, 6-3                              |
| Partidos en el Estadio 1                             |                                                  |                                                 |                                                 |
| Modalidad                                            | Ganadores                                        | Perdedores                                      | Resultado                                       |
| Individual masculino - Cuarta ronda                  | Daniil Medvédev [3]                              | Jiří Lehečka                                    | 6-4, 6-2, ret.                                  |
| Individual femenino - Cuarta ronda                   | Aryna Sabalenka [2]                              | Ekaterina Alexandrova [21]                      | 6-4, 6-0                                        |
| Individual masculino - Cuarta ronda                  | Holger Rune [6]                                  | Grigor Dimitrov [21]                            | 3-6, 7-6(8-6), 7-6(7-4), 6-3                    |
| Partidos en el Estadio 2                             |                                                  |                                                 |                                                 |
| Modalidad                                            | Ganadores                                        | Perdedores                                      | Resultado                                       |
| Individual femenino - Cuarta ronda                   | Madison Keys [25]                                | Mirra Andreeva [Q]                              | 3-6, 7-6(7-4), 6-2                              |
| Individual masculino - Cuarta ronda                  | Christopher Eubanks                              | Stefanos Tsitsipas [5]                          | 3-6, 7-6(7-4), 3-6, 6-4, 6-4                    |
| Dobles masculino - Segunda ronda                     | Santiago González [8] Édouard Roger-Vasselin [8] | Toby Samuel [WC] Connor Thomson [WC]            | 6-3, 7-6(7-4)                                   |
| Fondo de color indica un partido de la rama femenina |                                                  |                                                 |                                                 |

### Día 9 (11 de julio)
- Cabezas de serie eliminados:
  - Individual masculino:  Andrey Rublev [7]
  - Individual femenino:  Iga Świątek [1],  Jessica Pegula [4]
  - Dobles masculino:  Hugo Nys /  Jan Zieliński [4],  Santiago González /  Édouard Roger-Vasselin [5],  Nikola Mektić /  Mate Pavić [9],  Sander Gillé /  Joran Vliegen [12],  Marcelo Melo /  John Peers [16]
  - Dobles femenino:  Cori Gauff /  Jessica Pegula [2]
  - Dobles mixto:  Matthew Ebden /  Ellen Perez [5]
- Orden del día

| Partidos en los estadios principales                 | Partidos en los estadios principales            | Partidos en los estadios principales            | Partidos en los estadios principales            |
| Partidos en el Estadio Central All England Club      | Partidos en el Estadio Central All England Club | Partidos en el Estadio Central All England Club | Partidos en el Estadio Central All England Club |
| Modalidad                                            | Ganadores                                       | Perdedores                                      | Resultado                                       |
| ---------------------------------------------------- | ----------------------------------------------- | ----------------------------------------------- | ----------------------------------------------- |
| Individual femenino - Cuartos de final               | Elina Svitolina [WC]                            | Iga Świątek [1]                                 | 7-5, 6-7(5-7), 6-2                              |
| Individual masculino - Cuartos de final              | Novak Djokovic [2]                              | Andrey Rublev [7]                               | 4-6, 6-1, 6-4, 6-3                              |
| Partidos en el Estadio 1                             |                                                 |                                                 |                                                 |
| Modalidad                                            | Ganadores                                       | Perdedores                                      | Resultado                                       |
| Individual femenino - Cuartos de final               | Markéta Vondroušová                             | Jessica Pegula [4]                              | 6-4, 2-6, 6-4                                   |
| Individual masculino - Cuartos de final              | Jannik Sinner [8]                               | Román Safiulin                                  | 6-4, 3-6, 6-2, 6-2                              |
| Fondo de color indica un partido de la rama femenina |                                                 |                                                 |                                                 |

### Día 10 (12 de julio)
- Cabezas de serie eliminados:
  - Individual masculino:  Holger Rune [6]
  - Individual femenino:  Elena Rybakina [3],  Madison Keys [25]
  - Dobles masculino:  Jamie Murray /  Michael Venus [13]
- Orden del día

| Partidos en los estadios principales                 | Partidos en los estadios principales            | Partidos en los estadios principales            | Partidos en los estadios principales            |
| Partidos en el Estadio Central All England Club      | Partidos en el Estadio Central All England Club | Partidos en el Estadio Central All England Club | Partidos en el Estadio Central All England Club |
| Modalidad                                            | Ganadores                                       | Perdedores                                      | Resultado                                       |
| ---------------------------------------------------- | ----------------------------------------------- | ----------------------------------------------- | ----------------------------------------------- |
| Individual femenino - Cuartos de final               | Ons Jabeur [6]                                  | Elena Rybakina [3]                              | 6-7(5-7), 6-4, 6-1                              |
| Individual masculino - Cuartos de final              | Carlos Alcaraz [1]                              | Holger Rune [6]                                 | 7-6(7-3), 6-4, 6-4                              |
| Partidos en el Estadio 1                             |                                                 |                                                 |                                                 |
| Modalidad                                            | Ganadores                                       | Perdedores                                      | Resultado                                       |
| Individual femenino - Cuartos de final               | Aryna Sabalenka [2]                             | Madison Keys [25]                               | 6-2, 6-4                                        |
| Individual masculino - Cuartos de final              | Daniil Medvédev [3]                             | Christopher Eubanks                             | 6-4, 1-6, 4-6, 7-6(7-4), 6-1                    |
| Fondo de color indica un partido de la rama femenina |                                                 |                                                 |                                                 |

### Día 11 (13 de julio)
- Cabezas de serie eliminados:
  - Individual femenino:  Aryna Sabalenka [2]
  - Dobles masculino:  Rohan Bopanna /  Matthew Ebden [6],  Kevin Krawietz /  Tim Puetz [10]
- Orden del día

| Partidos en los estadios principales                 | Partidos en los estadios principales            | Partidos en los estadios principales            | Partidos en los estadios principales            |
| Partidos en el Estadio Central All England Club      | Partidos en el Estadio Central All England Club | Partidos en el Estadio Central All England Club | Partidos en el Estadio Central All England Club |
| Modalidad                                            | Ganadores                                       | Perdedores                                      | Resultado                                       |
| ---------------------------------------------------- | ----------------------------------------------- | ----------------------------------------------- | ----------------------------------------------- |
| Individual femenino - Semifinales                    | Markéta Vondroušová                             | Elina Svitolina [WC]                            | 6-3, 6-3                                        |
| Individual femenino - Semifinales                    | Ons Jabeur [6]                                  | Aryna Sabalenka [2]                             | 6-7(5-7), 6-4, 6-3                              |
| Dobles mixto - Final                                 | Mate Pavić [7] Lyudmyla Kichenok [7]            | Joran Vliegen Yifan Xu                          | 6-4, 6-7(9-11), 6-3                             |
| Fondo de color indica un partido de la rama femenina |                                                 |                                                 |                                                 |

### Día 12 (14 de julio)
- Cabezas de serie eliminados:
  - Individual masculino:  Daniil Medvédev [3],  Jannik Sinner [8]
  - Dobles femenino:  Caroline Dolehide /  Shuai Zhang [16]
- Orden del día

| Partidos en los estadios principales                 | Partidos en los estadios principales            | Partidos en los estadios principales            | Partidos en los estadios principales            |
| Partidos en el Estadio Central All England Club      | Partidos en el Estadio Central All England Club | Partidos en el Estadio Central All England Club | Partidos en el Estadio Central All England Club |
| Modalidad                                            | Ganadores                                       | Perdedores                                      | Resultado                                       |
| ---------------------------------------------------- | ----------------------------------------------- | ----------------------------------------------- | ----------------------------------------------- |
| Individual masculino - Semifinales                   | Novak Djokovic [2]                              | Jannik Sinner [8]                               | 6-3, 6-4, 7-6(7-4)                              |
| Individual masculino - Semifinales                   | Carlos Alcaraz [1]                              | Daniil Medvédev [3]                             | 6-3, 6-3, 6-3                                   |
| Fondo de color indica un partido de la rama femenina |                                                 |                                                 |                                                 |

### Día 13 (15 de julio)
- Cabezas de serie eliminados:
  - Individual femenino:  Ons Jabeur [6]
  - Dobles masculino:  Marcel Granollers /  Horacio Zeballos [15]
- Orden del día

| Partidos en los estadios principales                 | Partidos en los estadios principales            | Partidos en los estadios principales            | Partidos en los estadios principales            |
| Partidos en el Estadio Central All England Club      | Partidos en el Estadio Central All England Club | Partidos en el Estadio Central All England Club | Partidos en el Estadio Central All England Club |
| Modalidad                                            | Ganadores                                       | Perdedores                                      | Resultado                                       |
| ---------------------------------------------------- | ----------------------------------------------- | ----------------------------------------------- | ----------------------------------------------- |
| Individual femenino - Final                          | Markéta Vondroušová                             | Ons Jabeur [6]                                  | 6-4, 6-4                                        |
| Dobles masculino - Final                             | Wesley Koolhof [1] Neal Skupski [1]             | Marcel Granollers [15] Horacio Zeballos [15]    | 6-4, 6-4                                        |
| Fondo de color indica un partido de la rama femenina |                                                 |                                                 |                                                 |

### Día 14 (16 de julio)
- Cabezas de serie eliminados:
  - Individual masculino:  Novak Djokovic [2]
  - Dobles femenino:  Storm Hunter /  Elise Mertens [3]
- Orden del día

| Partidos en los estadios principales                 | Partidos en los estadios principales            | Partidos en los estadios principales            | Partidos en los estadios principales            |
| Partidos en el Estadio Central All England Club      | Partidos en el Estadio Central All England Club | Partidos en el Estadio Central All England Club | Partidos en el Estadio Central All England Club |
| Modalidad                                            | Ganadores                                       | Perdedores                                      | Resultado                                       |
| ---------------------------------------------------- | ----------------------------------------------- | ----------------------------------------------- | ----------------------------------------------- |
| Individual masculino - Final                         | Carlos Alcaraz [1]                              | Novak Djokovic [2]                              | 1-6, 7-6(8-6), 6-1, 3-6, 6-4                    |
| Dobles femenino - Final                              | Su-Wei Hsieh Barbora Strýcová                   | Storm Hunter [3] Elise Mertens [3]              | 7-5, 6-4                                        |
| Fondo de color indica un partido de la rama femenina |                                                 |                                                 |                                                 |

## Cabezas de serie
No se otorgaron puntos de clasificación para el torneo de 2022 debido a la prohibición de Wimbledon para los jugadores rusos y bielorrusos. Sin embargo, debido a que el torneo se lleva a cabo una semana más tarde este año, los jugadores están defendiendo puntos de torneos que tuvieron lugar durante la semana del 11 de julio de 2022 (Bastad, Newport y ATP Challenger Tour 2022). Los tenistas que no defiendan ningún punto de esos torneos tendrán su 19º mejor resultado reemplazado con sus puntos de la actual edición.

### Individual masculino
| N° | Clasif | Jugador                 | Puntos | Puntos por defender | Puntos ganados | Nuevos puntos | Ronda hasta la que avanzó en el torneo           |
| -- | ------ | ----------------------- | ------ | ------------------- | -------------- | ------------- | ------------------------------------------------ |
| 1  | 1      | Carlos Alcaraz          | 7675   | 0                   | 2000           | 9675          | Campeón, venció a Novak Djokovic [2]             |
| 2  | 2      | Novak Djokovic          | 7595   | 0                   | 1200           | 8795          | Final, perdió ante Carlos Alcaraz [1]            |
| 3  | 3      | Daniil Medvédev         | 5890   | (90)                | 720            | 6420          | Semifinales, perdió ante Carlos Alcaraz [1]      |
| 4  | 4      | Casper Ruud             | 4960   | 0                   | 45             | 5005          | Segunda ronda, perdió ante Liam Broady [WC]      |
| 5  | 5      | Stefanos Tsitsipas      | 4670   | 0                   | 180            | 4850          | Cuarta ronda, perdió ante Christopher Eubanks    |
| 6  | 6      | Holger Rune             | 4510   | (45)                | 360            | 4825          | Cuartos de final, perdió ante Carlos Alcaraz [1] |
| 7  | 7      | Andrey Rublev           | 4255   | (90)                | 360            | 4525          | Cuartos de final, perdió ante Novak Djokovic [2] |
| 8  | 8      | Jannik Sinner           | 3345   | (90)                | 720            | 3975          | Semifinales, perdió ante Novak Djokovic [2]      |
| 9  | 9      | Taylor Fritz            | 3310   | (45)                | 45             | 3310          | Segunda ronda, perdió ante Mikael Ymer           |
| 10 | 10     | Frances Tiafoe          | 3085   | (45)                | 90             | 3130          | Tercera ronda, perdió ante Grigor Dimitrov [21]  |
| 11 | 12     | Félix Auger-Aliassime   | 2760   | 0                   | 10             | 2770          | Primera ronda, perdió ante Michael Mmoh [LL]     |
| 12 | 13     | Cameron Norrie          | 2610   | (45)                | 45             | 2610          | Segunda ronda, perdió ante Christopher Eubanks   |
| 13 | 14     | Borna Ćorić             | 2305   | 0                   | 10             | 2315          | Primera ronda, perdió ante Guido Pella [PR]      |
| 14 | 16     | Lorenzo Musetti         | 2210   | (20)                | 90             | 2280          | Tercera ronda, perdió ante Hubert Hurkacz [17]   |
| 15 | 17     | Álex de Miñaur          | 2115   | (45)                | 45             | 2115          | Segunda ronda, perdió ante Matteo Berrettini     |
| 16 | 15     | Tommy Paul              | 2250   | (20)                | 90             | 2320          | Tercera ronda, perdió ante Jiří Lehečka          |
| 17 | 18     | Hubert Hurkacz          | 2060   | (45)                | 180            | 2195          | Cuarta ronda, perdió ante Novak Djokovic [2]     |
| 18 | 19     | Francisco Cerúndolo     | 1860   | (250)               | 45             | 1655          | Segunda ronda, perdió ante Jiří Lehečka          |
| 19 | 21     | Alexander Zverev        | 1630   | 0                   | 90             | 1720          | Tercera ronda, perdió ante Matteo Berrettini     |
| 20 | 23     | Roberto Bautista        | 1480   | (20)                | 10             | 1470          | Primera ronda, perdió ante Román Safiulin        |
| 21 | 24     | Grigor Dimitrov         | 1430   | (25)                | 180            | 1585          | Cuarta ronda, perdió ante Holger Rune [6]        |
| 22 | 25     | Sebastian Korda         | 1355   | 0                   | 10             | 1365          | Primera ronda, perdió ante Jiří Veselý [PR]      |
| 23 | 26     | Aleksandr Búblik        | 1354   | (150)               | 180            | 1384          | Cuarta ronda, perdió ante Andrey Rublev [7]      |
| 24 | 27     | Yoshihito Nishioka      | 1351   | (46)                | 10             | 1315          | Primera ronda, perdió ante Daniel Elahi Galán    |
| 25 | 28     | Nicolás Jarry           | 1336   | 0                   | 90             | 1426          | Tercera ronda, perdió ante Carlos Alcaraz [1]    |
| 26 | 29     | Denis Shapovalov        | 1335   | 0                   | 180            | 1515          | Cuarta ronda, perdió ante Román Safiulin         |
| 27 | 30     | Daniel Evans            | 1321   | (10)                | 10             | 1321          | Primera ronda, perdió ante Quentin Halys         |
| 28 | 31     | Tallon Griekspoor       | 1254   | (80)                | 10             | 1184          | Primera ronda, perdió ante Márton Fucsovics      |
| 29 | 32     | Tomás Martín Etcheverry | 1201   | (15)                | 45             | 1231          | Segunda ronda, perdió ante Stan Wawrinka         |
| 30 | 33     | Nick Kyrgios            | 1175   | 0                   | 0              | 1175          | Baja antes de la primera ronda.                  |
| 31 | 34     | Alejandro Davidovich    | 1115   | (20)                | 90             | 1185          | Tercera ronda, perdió ante Holger Rune [6]       |
| 32 | 36     | Ben Shelton             | 1094   | (54)                | 45             | 1085          | Segunda ronda, perdió ante Laslo Djere           |

#### Bajas masculinas notables
| Clasif | Jugador            | Puntos | Puntos por defender | Puntos ganados | Nuevos puntos | Motivo                |
| ------ | ------------------ | ------ | ------------------- | -------------- | ------------- | --------------------- |
| 11     | Karen Khachanov    | 3035   | 0                   | 0              | 3035          | Lesión en la espalda. |
| 20     | Pablo Carreño      | 1640   | (90)                | 0              | 1550          | Lesión en el codo.    |
| 22     | Jan-Lennard Struff | 1625   | (125)               | 0              | 1500          | Molestias físicas.    |
| 33     | Nick Kyrgios       | 1175   | 0                   | 0              | 1175          | Lesión en la muñeca.  |

### Individual femenino
| N° | Clasif | Jugador                | Puntos | Puntos por defender | Puntos ganados | Nuevos puntos | Ronda hasta la que avanzó en el torneo             |
| -- | ------ | ---------------------- | ------ | ------------------- | -------------- | ------------- | -------------------------------------------------- |
| 1  | 1      | Iga Świątek            | 8990   | 0                   | 430            | 9420          | Cuartos de final, perdió ante Elina Svitolina [WC] |
| 2  | 2      | Aryna Sabalenka        | 8066   | 0                   | 780            | 8846          | Semifinales, perdió ante Ons Jabeur [6]            |
| 3  | 3      | Elena Rybákina         | 5090   | 0                   | 430            | 5520          | Cuartos de final, perdió ante Ons Jabeur [6]       |
| 4  | 4      | Jessica Pegula         | 4995   | 0                   | 430            | 5425          | Cuartos de final, perdió ante Markéta Vondroušová  |
| 5  | 5      | Caroline Garcia        | 4845   | 0                   | 130            | 4975          | Tercera ronda, perdió ante Marie Bouzková [32]     |
| 6  | 6      | Ons Jabeur             | 3547   | 0                   | 1300           | 4847          | Final, perdió ante Markéta Vondroušová             |
| 7  | 7      | Cori Gauff             | 3435   | 0                   | 10             | 3445          | Primera ronda, perdió ante Sofia Kenin [Q]         |
| 8  | 8      | María Sákkari          | 3301   | 0                   | 10             | 3311          | Primera ronda, perdió ante Marta Kostyuk           |
| 9  | 9      | Petra Kvitová          | 3101   | 0                   | 240            | 3341          | Cuarta ronda, perdió ante Ons Jabeur [6]           |
| 10 | 11     | Barbora Krejčíková     | 2830   | 0                   | 70             | 2900          | Segunda ronda, se retiró ante Mirra Andreeva [Q]   |
| 11 | 10     | Daria Kasátkina        | 2935   | 0                   | 130            | 3065          | Tercera ronda, perdió ante Victoria Azarenka [19]  |
| 12 | 12     | Veronika Kudermétova   | 2600   | 0                   | 70             | 2670          | Segunda ronda, perdió ante Markéta Vondroušová     |
| 13 | 13     | Beatriz Haddad Maia    | 2560   | 0                   | 240            | 2800          | Cuarta ronda, se retiró ante Elena Rybakina [3]    |
| 14 | 14     | Belinda Bencic         | 2380   | 0                   | 240            | 2620          | Cuarta ronda, perdió ante Iga Świątek [1]          |
| 15 | 15     | Liudmila Samsónova     | 2360   | 0                   | 10             | 2370          | Primera ronda, perdió ante Ana Bogdan              |
| 16 | 16     | Karolína Muchová       | 2294   | 0                   | 10             | 2304          | Primera ronda, perdió ante Jule Niemeier           |
| 17 | 17     | Jeļena Ostapenko       | 2150   | 0                   | 70             | 2220          | Segunda ronda, perdió ante Sorana Cîrstea          |
| 18 | 19     | Karolína Plíšková      | 2055   | 0                   | 10             | 2065          | Primera ronda, perdió ante Natalija Stevanović [Q] |
| 19 | 20     | Victoria Azárenka      | 1966   | 0                   | 240            | 2206          | Cuarta ronda, perdió ante Elina Svitolina [WC]     |
| 20 | 21     | Donna Vekić            | 1975   | 0                   | 130            | 2105          | Tercera ronda, perdió ante Markéta Vondroušová     |
| 21 | 22     | Ekaterina Aleksándrova | 1915   | 0                   | 240            | 2155          | Cuarta ronda, perdió ante Aryna Sabalenka [2]      |
| 22 | 23     | Anastasia Potápova     | 1845   | 0                   | 130            | 1975          | Tercera ronda, perdió ante Mirra Andreeva [Q]      |
| 23 | 24     | Magda Linette          | 1765   | 0                   | 130            | 1895          | Tercera ronda, perdió ante Belinda Bencic [14]     |
| 24 | 25     | Qinwen Zheng           | 1669   | 0                   | 10             | 1679          | Primera ronda, perdió ante Kateřina Siniaková      |
| 25 | 18     | Madison Keys           | 2106   | 0                   | 430            | 2536          | Cuartos de final, perdió ante Aryna Sabalenka [2]  |
| 26 | 26     | Anhelina Kalínina      | 1527   | 0                   | 70             | 1597          | Segunda ronda, perdió ante Bianca Andreescu        |
| 27 | 27     | Bernarda Pera          | 1519   | 0                   | 10             | 1529          | Primera ronda, perdió ante Viktoriya Tomova        |
| 28 | 28     | Elise Mertens          | 1424   | 0                   | 70             | 1494          | Segunda ronda, perdió ante Elina Svitolina [WC]    |
| 29 | 30     | Irina-Camelia Begu     | 1342   | 0                   | 70             | 1412          | Segunda ronda, perdió ante Anna Blinkova           |
| 30 | 29     | Petra Martić           | 1418   | 0                   | 130            | 1548          | Tercera ronda, perdió ante Iga Świątek [1]         |
| 31 | 31     | Mayar Sherif           | 1266   | 0                   | 10             | 1276          | Primera ronda, perdió ante Rebeka Masarova         |
| 32 | 32     | Marie Bouzková         | 1258   | 0                   | 240            | 1498          | Cuarta ronda, perdió ante Markéta Vondroušová      |

- Ranking del 26 de junio de 2023.[13]

## Cabezas de serie dobles
| Jugadores         | Jugadores              | Clasif | N.º |
| ----------------- | ---------------------- | ------ | --- |
| Wesley Koolhof    | Neal Skupski           | 4      | 1   |
| Ivan Dodig        | Austin Krajicek        | 5      | 2   |
| Rajeev Ram        | Joe Salisbury          | 11     | 3   |
| Hugo Nys          | Jan Zieliński          | 19     | 4   |
| Santiago González | Édouard Roger-Vasselin | 23     | 5   |
| Rohan Bopanna     | Matthew Ebden          | 27     | 6   |
| Marcelo Arévalo   | Jean-Julien Rojer      | 28     | 7   |
| Fabrice Martin    | Andreas Mies           | 39     | 8   |
| Nikola Mektić     | Mate Pavić             | 44     | 9   |
| Kevin Krawietz    | Tim Puetz              | 46     | 10  |
| Lloyd Glasspool   | Nicolas Mahut          | 49     | 11  |
| Sander Gillé      | Joran Vliegen          | 49     | 12  |
| Jamie Murray      | Michael Venus          | 51     | 13  |
| Máximo González   | Andrés Molteni         | 53     | 14  |
| Marcel Granollers | Horacio Zeballos       | 56     | 15  |
| Marcelo Melo      | John Peers             | 63     | 16  |

| Jugadoras          | Jugadoras            | Clasif | N.º |
| ------------------ | -------------------- | ------ | --- |
| Barbora Krejčíková | Kateřina Siniaková   | 3      | 1   |
| Cori Gauff         | Jessica Pegula       | 7      | 2   |
| Storm Sanders      | Elise Mertens        | 13     | 3   |
| Nicole Melichar    | Ellen Perez          | 17     | 4   |
| Desirae Krawczyk   | Demi Schuurs         | 24     | 5   |
| Leylah Fernandez   | Taylor Townsend      | 26     | 6   |
| Lyudmyla Kichenok  | Jeļena Ostapenko     | 34     | 7   |
| Shuko Aoyama       | Ena Shibahara        | 37     | 8   |
| Liudmila Samsónova | Veronika Kudermétova | 50     | 9   |
| Asia Muhammad      | Giuliana Olmos       | 51     | 10  |
| Anna Danilina      | Yifan Xu             | 51     | 11  |
| Hao-ching Chan     | Latisha Chan         | 56     | 12  |
| Miyu Kato          | Aldila Sutjiadi      | 63     | 13  |
| Victoria Azarenka  | Beatriz Haddad Maia  | 65     | 14  |
| Marta Kostyuk      | Elena-Gabriela Ruse  | 66     | 15  |
| Caroline Dolehide  | Shuai Zhang          | 77     | 16  |

### Dobles mixto
| Jugadores         | Jugadores          | N.º |
| ----------------- | ------------------ | --- |
| Austin Krajicek   | Jessica Pegula     | 1   |
| Neal Skupski      | Desirae Krawczyk   | 2   |
| Jan Zieliński     | Nicole Melichar    | 3   |
| Wesley Koolhof    | Leylah Fernandez   | 4   |
| Matthew Ebden     | Ellen Perez        | 5   |
| Rohan Bopanna     | Gabriela Dabrowski | 6   |
| Mate Pavić        | Lyudmyla Kichenok  | 7   |
| Jean-Julien Rojer | Ena Shibahara      | 8   |

## Invitados
| - Liam Broady - Jan Choinski - Arthur Fery - Arthur Fils - David Goffin - George Loffhagen - Sebastian Ofner - Ryan Peniston | - Katie Boulter - Jodie Burrage - Harriet Dart - Sonay Kartal - Elina Svitolina - Katie Swan - Heather Watson - Venus Williams |

| - Liam Broady / Jonny O'Mara - Julian Cash / Luke Johnson - Jacob Fearnley / Johannus Monday - John Isner / Jack Sock - Toby Samuel / Connor Thomson | - Emily Appleton / Jodie Burrage - Naiktha Bains / Maia Lumsden - Freya Christie / Ali Collins - Danielle Collins / Alison Riske - Harriet Dart / Heather Watson - Makenna Jones / Sloane Stephens |

### Dobles mixto
- Julian Cash /  Alicia Barnett
- Álex de Miñaur /  Katie Boulter
- Lloyd Glasspool /  Jodie Burrage
- Jonny O'Mara /  Olivia Nicholls
- Emil Ruusuvuori /  Anett Kontaveit
- Joe Salisbury /  Heather Watson

## Clasificación
La competición clasificatoria se realizó en el All England del 26 al 29 de junio de 2023.
| 1. Matteo Arnaldi 2. Oscar Otte 3. Maximilian Marterer 4. Kimmer Coppejans 5. Radu Albot 6. Tomáš Macháč 7. Harold Mayot 8. Dennis Novak 9. Tomás Barrios 10. Dominic Stricker 11. Gijs Brouwer 12. Sho Shimabukuro 13. Laurent Lokoli 14. Enzo Couacaud 15. Hamad Medjedovic 16. Shintaro Mochizuki | 1. Storm Hunter 2. Carol Zhao 3. Viktória Hrunčáková 4. Natalija Stevanović 5. Zhuoxuan Bai 6. Yanina Wickmayer 7. Mirra Andreeva 8. Jéssica Bouzas 9. Sofia Kenin 10. Viktorija Golubic 11. Yuan Yue 12. Kaja Juvan 13. Greet Minnen 14. Simona Waltert 15. Céline Naef 16. Lucrezia Stefanini |

## Campeones defensores
| Evento                      | Campeones de 2022                     | Campeones de 2023               |
| --------------------------- | ------------------------------------- | ------------------------------- |
| Individual masculino        | Novak Djokovic                        | Carlos Alcaraz                  |
| Individual femenino         | Elena Rybakina                        | Markéta Vondroušová             |
| Dobles masculino            | Matthew Ebden Max Purcell             | Wesley Koolhof Neal Skupski     |
| Dobles femenino             | Barbora Krejčíková Kateřina Siniaková | Su-Wei Hsieh Barbora Strýcová   |
| Dobles mixto                | Neal Skupski Desirae Krawczyk         | Mate Pavić Lyudmyla Kichenok    |
| Individual júnior masculino | Mili Poljičak                         | Henry Searle                    |
| Individual júnior femenino  | Liv Hovde                             | Clervie Ngounoue                |
| Dobles júnior masculino     | Sebastian Gorzny Alex Michelsen       | Jakub Filip Gabriele Vulpitta   |
| Dobles júnior femenino      | Rose Marie Nijkamp Angella Okutoyi    | Alena Kovačková Laura Samsonová |

## Campeones

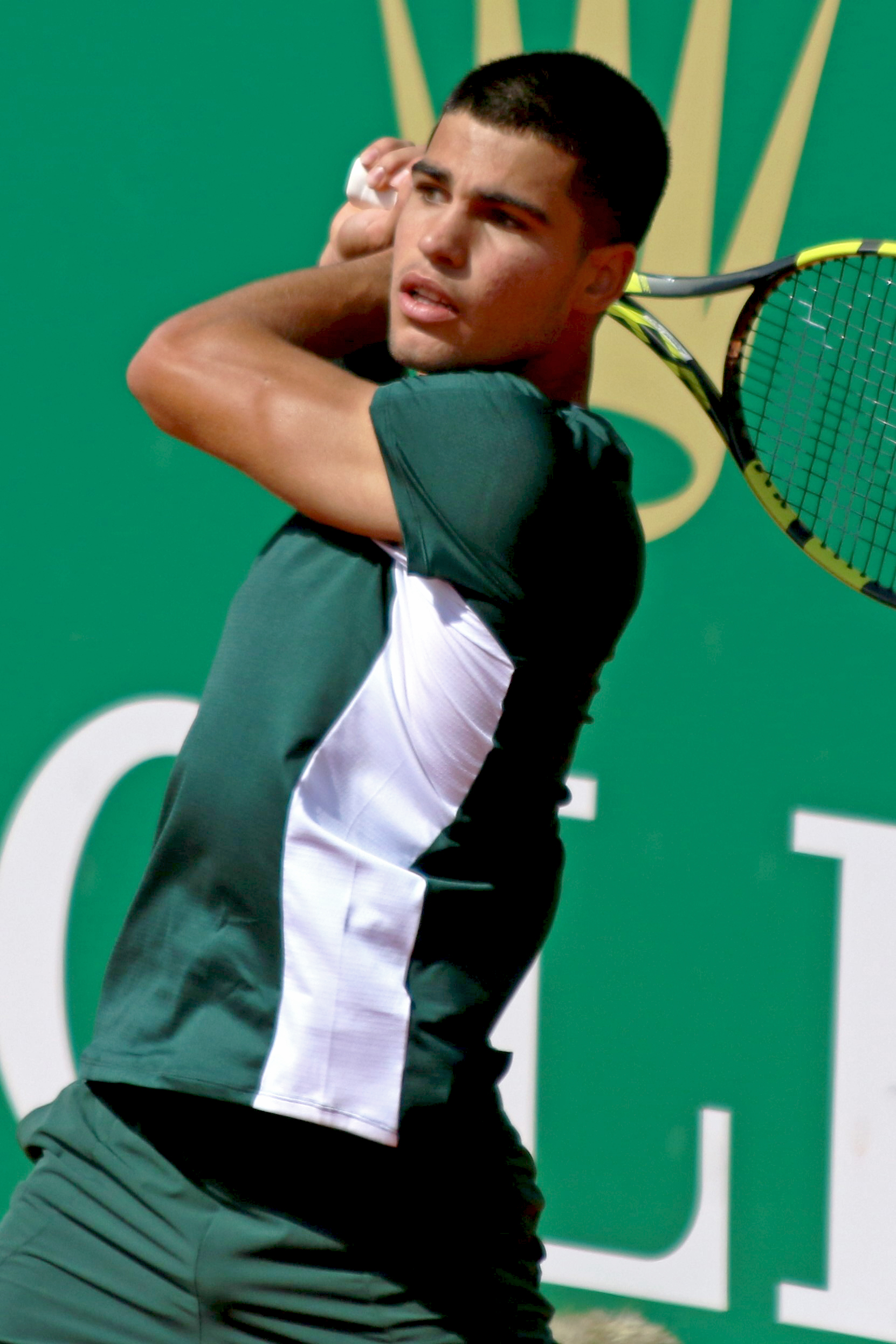
Carlos Alcaraz en 2022

### Sénior

#### Individual masculino
Carlos Alcaraz venció a  Novak Djokovic por 1-6, 7-6(8-6), 6-1, 3-6, 6-4

#### Individual femenino
Markéta Vondroušová venció a  Ons Jabeur por 6-4, 6-4

#### Dobles masculino
Wesley Koolhof /  Neal Skupski vencieron a  Marcel Granollers /  Horacio Zeballos por 6-4, 6-4

#### Dobles femenino
Su-Wei Hsieh /  Barbora Strýcová vencieron a  Storm Hunter /  Elise Mertens por 7-5, 6-4

#### Dobles mixto
Mate Pavić /  Lyudmyla Kichenok vencieron a  Joran Vliegen /  Yifan Xu por 6-4, 6-7(9-11), 6-3

### Júnior

#### Individual masculino
Henry Searle venció a  Yaroslav Demin por 6-4, 6-4

#### Individual femenino
Clervie Ngounoue venció a  Nikola Bartůňková por 6-2, 6-2

#### Dobles masculino
Jakub Filip /  Gabriele Vulpitta vencieron a  Branko Đurić /  Arthur Gea por 6-3, 6-3

#### Dobles femenino
Alena Kovačková /  Laura Samsonová vencieron a  Hannah Klugman /  Isabelle Lacy por 6-4, 7-5

### Silla de ruedas

#### Individual masculino
Tokito Oda venció a  Alfie Hewett por 6-4, 6-2

#### Individual femenino
Diede de Groot venció a  Jiske Griffioen por 6-2, 6-1

#### Dobles masculino
Alfie Hewett /  Gordon Reid vencieron a  Takuya Miki /  Tokito Oda por 3-6, 6-0, 6-3

#### Dobles femenino
Diede de Groot /  Jiske Griffioen vencieron a  Yui Kamiji /  Kgothatso Montjane por 6-1, 6-4

#### Individual Quad
Niels Vink venció a  Heath Davidson por 6-1, 6-2

#### Dobles Quad
Sam Schröder /  Niels Vink vencieron a  Heath Davidson /  Robert Shaw por 7-6(7-5), 6-0